# پی‌سی‌دی زنده از لندن
پی‌سی‌دی زنده از لندن (به انگلیسی: PCD Live from London) آلبومی ویدئویی از گروه دخترانه آمریکایی پوسی‌کت دالز است. این آلبوم در ۱ دسامبر ۲۰۰۶ توسط ای-اند-ام رکوردز منتشر شد.